# Goro
Goro är en ort och kommun i provinsen Ferrara i regionen Emilia-Romagna i Italien. Kommunen hade 3 699 invånare (2018).